# Initiative populaire « Jeunesse sans drogue »
L'initiative populaire « Jeunesse sans drogue » est une initiative populaire suisse, rejetée par le peuple et les cantons le 28 septembre 1997.

## Contenu
L'initiative propose d'ajouter un article 68bis à la Constitution fédérale pour définir  une politique restrictive contre la toxicomanie, basée sur l'abstinence et interdisant strictement la distribution de stupéfiants, même à titre palliatif.
Le texte complet de l'initiative peut être consulté sur le site de la Chancellerie fédérale.

## Déroulement

### Contexte historique
Les premières lois sur les stupéfiants en Suisse datent respectivement du 2 octobre 1924 (en conformité avec la Convention internationale de l'opium signée en 1912) et du 3 octobre 1951. Cependant, les premiers problèmes sérieux liés à la consommation de drogues telles que l'héroïne ou la cocaïne datent du début des années 1970.
Devant cette nouvelle situation et afin de respecter les nouvelles conventions internationales, une révision de la loi sur les stupéfiants est approuvée le 20 mars 1975 ; cette modification prévoit en particulier d'apporter une aide aux toxicomanes, y compris via des produits de substitution, ainsi qu'un renforcement des mesures pénales contre le trafic illégal.
En 1991, le Conseil fédéral présente une nouvelle stratégie de lutte contre les problèmes liés à la drogue ; cette stratégie est dite « des quatre piliers », à savoir : la répression et le contrôle de la production, du commerce et de la consommation, la prévention afin d'éviter l'apparition de nouveaux consommateurs, la thérapie des personnes dépendantes et la réduction des dommages et l'aide à la survie pour les toxicomanes.
Les 132 personnes qui lancent, en 1992 cette initiative, s'opposent à cette stratégie du Conseil fédéral et préconisent à la place une politique strictement basée sur l'abstinence et sur la lutte contre le trafic de drogue.

### Récolte des signatures et dépôt de l'initiative
La récolte des 100 000 signatures nécessaires a débuté le 15 décembre 1992. Le 22 juillet de l'année suivante, l'initiative a été déposée à la chancellerie fédérale qui l'a déclarée valide le 21 septembre.

### Discussions et recommandations des autorités
Le parlement et le Conseil fédéral recommandent tous deux le rejet de cette initiative. Dans son message aux Chambres fédérales, le Conseil fédéral admet qu'« elle contient quelques bonnes propositions » ; il remet en cause le choix de l'abstinence comme unique approche thérapeutique, en particulier par l'abandon de prises de mesures jugées indispensables mais qui ne sont pas directement liées à l'abstinence tel que visant à enrayer les maladies infectieuses.
Dans un premier temps, le Conseil fédéral avait prévu de présenter un contre-projet direct à cette initiative afin de définir l'orientation générale politique en matière de drogue. Cette option a cependant été abandonnée à la suite des résultats très mitigés de la consultation organisée sur ce sujet auprès des cantons, des partis gouvernementaux et des différents milieux concernés.

### Votation
Soumise à la votation le 28 septembre 1997, l'initiative est refusée par la totalité des 20 6/2 cantons et par 70,7 % des suffrages exprimés. Le tableau ci-dessous détaille les résultats par cantons pour ce vote :

## Effets
Une année après cette proposition, une autre initiative « pour une politique raisonnable en matière de drogue » est également déposée : à l'opposé de l'initiative « pour une jeunesse sans drogues », cette seconde initiative propose de supprimer totalement la répression et la prohibition dans le domaine de la drogue, en particulier en dépénalisant la consommation, la culture, l'acquisition et la possession de stupéfiants ; elle est également rejetée en votation populaire le 29 novembre 1998.